# Aleucanitis tenera
Aleucanitis tenera är en fjärilsart som beskrevs av Otto Staudinger 1877. Aleucanitis tenera ingår i släktet Aleucanitis och familjen nattflyn. Inga underarter finns listade i Catalogue of Life.